# Cold Hesledon
Cold Hesledon är en by i civil parishes Murton och Dalton-le-Dale, i kommunen Durham i grevskapet Durham i England. Byn är belägen 15 km från Durham. Cold Hesledon var en civil parish 1866–1983 när blev den en del av Murton, Dalton-le-Dale och Hawthorn. Civil parish hade 997 invånare år 1961.